# Synagelides bagmaticus
Synagelides bagmaticus là một loài nhện trong họ Salticidae.
Loài này thuộc chi Synagelides. Synagelides bagmaticus được Dmitri Viktorovich Logunov & Hereward miêu tả năm 2006.